# NGC 4631 은하군
NGC 4631 은하군(NGC 4631 Group)은 사냥개자리와 머리털자리의 경계 지점에 있는 은하단이다. 최소 5개 이상에서 최대 27개 이상의 은하가 있다.

## 은하단 구성원
1. 나선 은하 NGC 4631 (고래 은하), 은하단 중 제일 밝다.
2. 상호작용 은하 NGC 4656 (하키 막대)
3. 왜소 타원 은하 NGC 4627, NGC 4631의 짝[1]

이 은하단은 처녀자리 은하단의 일부와 같이 상대적으로 '복잡하다.' 이러한 이유 때문에 각 은하마다 극단적으로 다른 점이 존재하기 마련이다. 이 은하단에는 적어도 5개의 은하가 하나의 은하단을 이룰 것으로 추정된다. 만약 다른 영역까지 고려한다면 27개까지 그 개수가 증가한다. 덧붙여, 이 은하단에서 제일 유명한 은하는 NGC 4631, 즉 고래 은하와 NGC 4656/NGC 4657, 즉 하키 막대로 불리는 은하 둘이다.

## 같이 보기
- 처녀자리 은하단